# Орловска митрополија
Орловска митрополија (рус. Орловская митрополия) митрополија је Руске православне цркве.
Образована је одлуком Светог синода од 25. јула 2014, а налази се у оквиру граница Орловске области. У њеном саставу се налазе двије епархије: Орловска и Ливенска.